# Caviahue (centro de esquí)
Caviahue es un centro de esquí ubicado en la provincia del Neuquén, Argentina, cerca de la localidad homónima, en la cordillera de los Andes. Las pistas se encuentran entre los 1640 y los 2045 metros de altitud. Es una zona donde las nevadas son intensas y secas, lo que favorece la calidad de la nieve. En la zona existen extensos bosques de araucarias, lo que hace muy atractivo al paisaje.

## Ubicación del Cerro Caviahue
El Cerro Caviahue está ubicado al noroeste de la Provincia del Neuquén y está compuesto por una superficie de 28.300ha. de extensión. Fue creado en 1963 como Área Natural para proteger los recursos termales y los bosques nativos de araucarias.
A orillas del imponente lago Caviahue, de 10 km² de extensión, se encuentra la Villa de Caviahue, ubicada a 1.640 metros sobre el nivel del mar. En lengua mapuche significa “lugar de encuentro”. Esta pequeña aldea de montaña, cuenta con todos los servicios turísticos que precisa un pasajero, tales como alojamiento, locales comerciales, etc.

## Datos técnicos
- Pistas: 22
- Elevación máxima: 2045 m s. n. m.
- Desnivel esquiable: 504 metros
- Medios de elevación: 13.
- SECTOR SUPERIOR (AL VOLCÁN):

-1 Teleski de 1100 mt.,
-1 Lift de 300 mt. de longitud.
- SECTOR SUPERIOR (ANFITEATRO):

-1 Telesilla cuádruple de 1700 mt.,
-1 T-Bar de 1467 mt. de longitud.
- SECTOR INTERMEDIO (CONEXIÓN):

-1 Telesilla doble de 600 mt.,
-1 Teleski de 600 mt. ,
-1 Teleski Poma de 900 mt. de longitud.
- SECTOR BASE:

-2 telesillas dobles de 1,440 mt. y 1750 mt. de longitud,
-1 Teleski de 1000 mt. , 1 Teleski de 350 mt.
-2 Carpet Lift (cinta transportadora para principiantes).
- Long. total esquiable: 5 km
- Altitud: Base, 1640 m, Intermedia, 1781 m, Cumbre, 2045m.
- Pendientes: 5º a 35º